# Championnats d'Afrique d'haltérophilie 2009
Navigation
Édition précédente Édition suivante
Les Championnats d'Afrique d'haltérophilie 2009  sont la 20e édition des Championnats d'Afrique d'haltérophilie. Ils se déroulent du 1er au 8 août 2009 à Kampala en Ouganda.

## Médaillés

### Hommes
| Catégorie | Or                                 | Argent                        | Bronze                               |       |       |
| 56 kg     | 56 kg                              | 56 kg                         | 56 kg                                | 56 kg | 56 kg |
| --------- | ---------------------------------- | ----------------------------- | ------------------------------------ | ----- | ----- |
| Total     | Tabal Sohaeb 235 kg                | El-Habib Lariki 221 kg        | Ismail Katamba 217 kg                |       |       |
| 62 kg     |                                    |                               |                                      |       |       |
| Total     | Mohamed Ihab 275 kg                | Souhail Mairif 245 kg         | Joseph Ekani Belinga 240 kg          |       |       |
| 69 kg     |                                    |                               |                                      |       |       |
| Total     | Njuh Venatius 275 kg               | Otsile Greg Shushu 272 kg     | Jean-Baptiste Yanou Ketchanke 271 kg |       |       |
| 77 kg     |                                    |                               |                                      |       |       |
| Total     | Ragab Abdelhay 323 kg              | Alosh Mussab 288 kg           | Petit David Minkoumba 280 kg         |       |       |
| 85 kg     |                                    |                               |                                      |       |       |
| Total     | Ali Moftah Said Elkekli 325 kg     | Darryn Anthony 325 kg         | Kthiri Omar 319 kg                   |       |       |
| 94 kg     |                                    |                               |                                      |       |       |
| Total     | Rabeh Chouya 305 kg                | Jean Greeff 300 kg            | Mohamed Amine Doghmane 287 kg        |       |       |
| 105 kg    |                                    |                               |                                      |       |       |
| Total     | Abdelhamid Mimoune 330 kg          | Shtewi Mourad 291 kg          | Omar Halalmia 281 kg                 |       |       |
| +105 kg   |                                    |                               |                                      |       |       |
| Total     | Abdelrahman Mohamed Elsayed 365 kg | Frédéric Fokejou Tefot 330 kg | Alrghig Mohamed 272 kg               |       |       |

### Femmes
| Catégorie | Or                            | Argent                           | Bronze                    |       |       |
| 48 kg     | 48 kg                         | 48 kg                            | 48 kg                     | 48 kg | 48 kg |
| --------- | ----------------------------- | -------------------------------- | ------------------------- | ----- | ----- |
| Total     | Portia Charmaine Vries 155 kg | Kenza Filali 141 kg              | Henda Ehsseinia 139 kg    |       |       |
| 53 kg     |                               |                                  |                           |       |       |
| Total     | Soumaya Fatnassi 178 kg       | Clementina Agricole 170 kg       | Pilar Bakam Tzuche 167 kg |       |       |
| 58 kg     |                               |                                  |                           |       |       |
| Total     | Nourhene May 171 kg           | Mona Pretorius 162 kg            | Ossoungoo Chekap 147 kg   |       |       |
| 63 kg     |                               |                                  |                           |       |       |
| Total     | Nadia Hosni 188 kg            | Hortense Nguidjol Essesse 185 kg | Janet Thelermont 177 kg   |       |       |
| 69 kg     |                               |                                  |                           |       |       |
| Total     | Hélène Laure Miyenga 170 kg   | Prossy Irene Nyanga 148 kg       | Clarre Simoney 131 kg     |       |       |
| 75 kg     |                               |                                  |                           |       |       |
| Total     | Madias Nzesso 202 kg          | Babalwa Ndleleni 195 kg          | Asma Razgui 194 kg        |       |       |
| +75 kg    |                               |                                  |                           |       |       |
| Total     | Marwa Jlassi 194 kg           | Becky Namusoke 162 kg            | Beth Namugalu 120 kg      |       |       |